# Pleß
Pleß è un comune tedesco di 871 abitanti, situato nel land della Baviera.